# Посёлок при 8 шлюзе ББК
Посёлок при 8 шлю́зе ББК — посёлок в составе Повенецкого городского поселения Медвежьегорского района Республики Карелия.

## Общие сведения
Расположен при 8-м шлюзе Беломорско-Балтийского канала.

## Население
| 2002 | 2009 | 2010 | 2013 |
| ---- | ---- | ---- | ---- |
| 35   | ↘30  | ↘28  | →28  |